# Киселёв, Василий Алексеевич (политик)
Васи́лий Алексеевич Киселёв (род. 25 сентября 1948 года, Златоуст, Челябинская область, РСФСР, СССР) — русский, крымский и украинский политик, хозяйственный деятель, Председатель Верховного Совета Крыма в 1996—1997, народный депутат Украины V и VI созывов, кандидат экономических наук (2001).

## Образование
С 1967 по 1972 год учился в Уманском сельскохозяйственном институте, специальность «плодоовощеводство и пчеловодство».

## Биография
- 1966—1967 — разнорабочий в городе Шпола (Черкасская область).
- 1973—1974 — служба в Советской Армии.
- 1972—1973 — технолог консервного завода, 1974—1976 — старший технолог, 1976—1983 — заведующий подсобными предприятиями, 1983—1987 — заместитель председателя колхоза «Дружба народов», 1987—1996 — председатель агрофирмы «Дружба народов» Красногвардейского района.
- октябрь 1996 — февраль 1997 — Председатель Верховного Совета Крыма.
- февраль 1997 — июнь 1999 — Постоянный Представитель Президента Украины в Крыму.
- июнь 1999 — апрель 2000 — заместитель министра агропромышленного комплекса Украины.
- апрель 2000 — сентябрь 2001 — и. о. заместителя Председателя Совета министров Крыма.
- сентябрь 2001 — май 2002 — начальник Крымского регионального управления Департамента администрирования акцизного сбора и контроля за производством и оборотом подакцизных товаров Государственной налоговой администрации в Автономной Республике Крым.
- май 2002 — май 2006 — первый заместитель Председателя Верховного Совета Крыма.
- апрель 2006 — народный депутат Украины, с июля 2006 — заместитель председателя Комитета Верховной Рады Украины по вопросам регламента, депутатской этики и обеспечения деятельности ВРУ, с сентября 2006 — заместитель руководителя парламентской фракции Партии регионов, с декабря 2007 — заместитель председателя Комитета Верховной Рады Украины по вопросам регламента, депутатской этики и обеспечения деятельности Верховной Рады Украины.
- июль 2010 — назначен внештатным советником премьер-министра Украины Николая Азарова по экономическим и земельным вопросам.

В сентябре 2012 года выступил за отмену права на бесплатную медицину на конституционном уровне.

## Общественная деятельность
- Депутат Крымского областного совета в 1990—1991.
- Депутат Верховного Совета Крыма в 1991—2006.
- Член Партии регионов в 2001—2009 и с сентября 2010, председатель Крымской организации Партии регионов в 2001—2009. 16 сентября 2009 года исключён из Партии регионов, а 9 октября 2009 года из фракции Партии регионов Верховной Рады Украины. 7 сентября 2010 года восстановлен в Партии регионов, а 4 октября 2010 года вошёл во фракцию Партии регионов Верховной Рады Украины.

## Награды
- Заслуженный работник сельского хозяйства Украины.
- Орден «За заслуги» III, І[3] степеней.
- Знак отличия Автономной Республики Крым «За верность долгу» (2004)[4].
- Почётная грамота Президиума Верховной Рады Автономной Республики Крым (1998)[5].

## Семья
Женат. Дети — сын Роман (1972 года рождения) и дочь Людмила (1983 года рождения).